# 于迪梅尼勒
于迪梅尼勒（法語：Hudimesnil，法語發音：[ydimenil]）是法国芒什省的一个市镇，属于阿夫朗什区。

## 地理
于迪梅尼勒（48°51'46"N, 1°29'33"W）面积18.68 平方千米，位于法国诺曼底大区芒什省，该省份为法国西北部沿海省份，西、北、东北三面环大西洋，东起顺时针与卡爾瓦多斯省、奧恩省、马耶讷省和伊勒-维莱讷省接壤。
与于迪梅尼勒接壤的市镇（或旧市镇、城区）包括：尚特卢、塞朗斯、滨海库德维尔、勒洛勒尔、圣让德尚、圣索沃尔拉波姆赖。
于迪梅尼勒的时区为UTC+01:00、UTC+02:00（夏令时）。

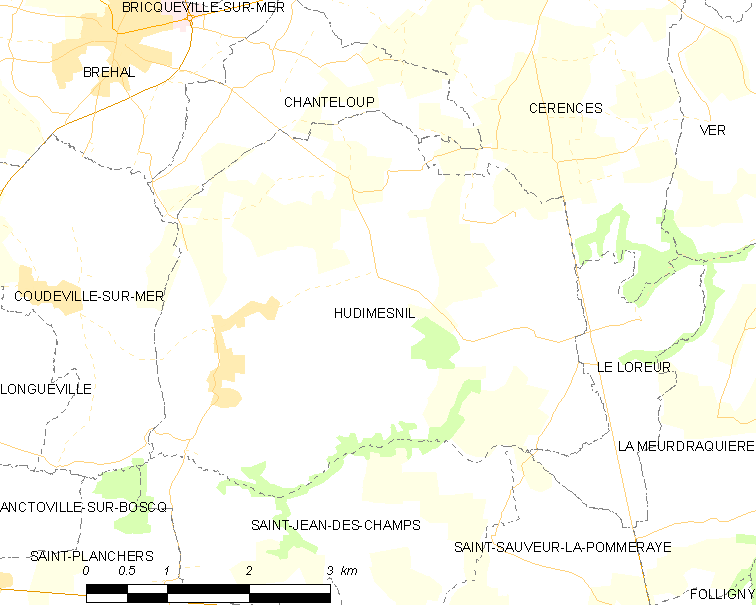
于迪梅尼勒的OSM定位图

## 行政
于迪梅尼勒的邮政编码为50510，INSEE市镇编码为50252。

## 政治
于迪梅尼勒所属的省级选区为布雷阿勒县。

## 人口

1962-2008年间于迪梅尼勒人口变化图示

于迪梅尼勒于2022年1月1日时的人口数量为926人。